# 克谢尼娅·叶夫根诺娃
克谢尼娅·叶夫根诺娃（俄語：Ксения Евгенова，1996年4月19日—），俄羅斯女子羽毛球運動員。

## 簡歷
2016年4月，克谢尼娅·叶夫根诺娃出戰克羅地亞國際賽，跟埃琳娜·科门德鲁夫斯卡亚合作贏得女子雙打冠軍。

## 主要比賽成績
只列出曾進入準決賽的國際賽事成績：
| 年份   | 賽事                     | 公開賽級別 | 項目     | 拍檔                    | 成績   |
| ------ | ------------------------ | ---------- | -------- | ----------------------- | ------ |
| 2016年 | 克羅地亞羽毛球國際賽     | 未來系列賽 | 女子雙打 | 埃琳娜·科门德鲁夫斯卡亚 | 冠軍   |
| 2016年 | 克羅地亞羽毛球國際賽     | 未來系列賽 | 混合雙打 | 阿提姆·塞尔皮奥诺夫     | 準決賽 |
| 2016年 | 拉脫維亞羽毛球國際賽     | 未來系列賽 | 女子雙打 | 玛丽亚·舍古罗娃         | 冠軍   |
| 2016年 | 保加利亞羽毛球公開賽     | 國際系列賽 | 混合雙打 | 安德烈·伊万诺夫         | 亞軍   |
| 2017年 | 斯洛文尼亞羽毛球國際賽   | 國際系列賽 | 女子雙打 | 玛丽亚·舍古罗娃         | 準決賽 |
| 2017年 | 立陶宛羽毛球國際賽       | 未來系列賽 | 女子雙打 | 叶卡捷琳娜·库特         | 準決賽 |
| 2017年 | 以色列夏瑣羽毛球國際賽   | 未來系列賽 | 女子單打 | －                      | 準決賽 |
| 2017年 | 以色列夏瑣羽毛球國際賽   | 未來系列賽 | 女子雙打 | 阿纳斯塔西娅·塞梅诺娃   | 冠軍   |
| 2017年 | 土耳其羽毛球國際賽       | 國際系列賽 | 女子雙打 | 阿纳斯塔西娅·塞梅诺娃   | 準決賽 |
| 2018年 | 歐洲羽毛球女子團體錦標賽 | 其他       | 女子團體 | －                      | 季軍   |
| 2018年 | 克羅地亞羽毛球國際賽     | 未來系列賽 | 女子雙打 | 阿纳斯塔西娅·塞梅诺娃   | 冠軍   |

| 2007-2017年 | 首要超級賽 | 超級賽 | 黃金大獎賽 | 大獎賽 | 國際挑戰賽 | 國際系列賽 | 未來系列賽 | 其他 |

| 2018-2026年 | 總決賽 | 超級1000賽 | 超級750賽 | 超級500賽 | 超級300賽 | 超級100賽 | 國際挑戰賽 | 國際系列賽 | 未來系列賽 | 其他 |